# Piłka nożna w Watykanie
Piłka nożna (wł. calcio ˈkaltʃo) jest jednym z nielicznych sportów w Watykanie. Państwo ma własną reprezentację w piłce nożnej. Ponieważ jednak nie posiada boiska piłkarskiego spełniającego standardy FIFA, Watykan nie jest ani członkiem FIFA, ani UEFA.
Watykan wyłania mistrzów we własnej lidze składającej się z 16 drużyn i organizuje różne rozgrywki pucharowe.

## Historia

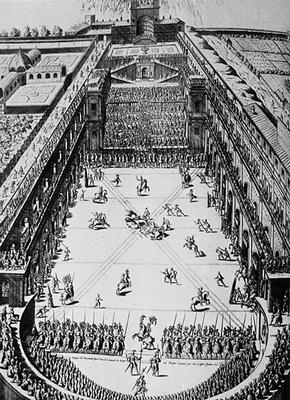
Karuzela w Cortile del Belvedere w 1565 roku, 44 lata po rozegraniu pierwszego meczu piłki nożnej w Watykanie.

Historia futbolu watykańskiego rozpoczęła się 7 stycznia 1521 roku, kiedy to w Watykanie w Cortile del Belvedere w obecności papieża Leona X rozegrano pierwszy mecz Calcio Fiorentino. Rozprzestrzenianie się piłki nożnej w Watykanie sięga XX wieku, dzięki pracy Sergio Valci.
Pierwszy współczesny mecz piłki nożnej miał miejsce w 1947 roku pomiędzy pracownikami Watykanu (4 drużyny), którego finał pomiędzy willami papieskimi a Fabbrica di San Pietro został jednak zawieszony z powodu wzajemnych nieporozumień. Piłka nożna została wtedy porzucona na prawie dwadzieścia lat. W 1966 roku powstała pierwsza watykańska drużyna piłkarska, SS Hermes Musei Vaticani, złożona z kustoszy, konserwatorów i pracowników Muzeów Watykańskich, której nazwa pochodzi od kopii posągu Praksytelesa przedstawiającego Hermesa umieszczonego na ośmiokątnym dziedzińcu Muzeum Pio-Clementino. Klub rywalizował z amatorskimi zespołami na tym samym poziomie do 1970 roku, kiedy to idąc za jego przykładem, inne grupy pracowników Watykanu utworzyły swoje zespoły reprezentujące różne departamenty i urzędy: tak powstały: Gendarmeria, Ariete APSA, Sampietrini i Hercules Biblioteca, którzy startowali w Torneo Hermes.
Gdy liczba drużyn ponownie wzrosła, w sezonie 1972/73 zorganizowano pierwsze mistrzostwa Watykanu w piłce nożnej, koordynowane przez Sergio Valci, w których wzięło udział siedem drużyn i została wygrana przez pracowników "L’Osservatore Romano", gazety Stolicy Apostolskiej. Od tego czasu mistrzostwa odbywają się corocznie, czasem z udziałem 12 drużyn.
W 1985 roku reprezentacja Watykanu rozegrała swój pierwszy mecz towarzyski, wygrywając 3:0 z austriacką reprezentacją dziennikarzy. Puchar Watykanu rozgrywano również od 1985 roku, a od 2007 roku także Superpuchar Watykanu, pomiędzy zdobywcą pucharu i mistrzem w danym sezonie.
Watykan zazwyczaj wyrażał silne poparcie dla piłki nożnej. Papież Jan Paweł II był podobno w młodości bramkarzem w Polsce i zagorzałym kibicem Cracovii.

## Format rozgrywek ligowych
W obowiązującym systemie ligowym rozgrywki odbywają się w jedynej lidze zwanej Campionato della Citta Vaticano lub Ligą ACDV (Attività Calcistica Dipendenti Vaticani).

## Puchary
Rozgrywki pucharowe rozgrywane w Watykanie to:
- Puchar Watykanu (Coppa Vaticana),
- Superpuchar Watykanu (Supercoppa Vaticana) – mecz między mistrzem kraju i zdobywcą Pucharu.